# 7th North Carolina Infantry
Septième régiment d'infanterie de Caroline du Nord
Le 7th North Carolina Infantry (septième régiment d'infanterie de Caroline du Nord) est un régiment d'infanterie qui a servi dans l'armée des États confédérés pendant la guerre de Sécession.

## Organisation
Le régiment entre en service dans l'armée au camp Mason dans le comté d'Alamance, en Caroline du Nord, le 17 août 1861(p75). Ses compagnies sont levées dans les comtés d'Iredell, d'Alexander, de Cabarrus, de Rowan, de New Hanover, de Mecklembourg, de Nash, et de Wake. 
Parmi les compagnies on trouve : 
- Compagnie A« Washington Greys » - gris de Washington[2](p160)
- Compagnie C « Tar River Boys » - gars de la rivière Tar[2](p148)
- Compagnie D « Hertford Light Infantry » - infanterie légère d'Hertford[2](p68)
- Compagnie E « Independent Grays » - gris indépendants[2](p72)
- Compagnie E « Stanhope Tiger Guards » - gardes des tigres de Stanhope[2](p143)
- Compagnie F « Hatteras Avengers » - vengeurs d'Hatteras[2](p66)
- Compagnie G « Wake Rangers » - rangers Wake[2](p158)
- Compagnie H « Washington County Volunteers » - volontaires du comté de Washington[2]{ (p160)
- Compagnie I « Harvey (John) Guards » - gardes de (John) Harvey[2](p65)

## Service
Il sert tout d'abord en service de garnison en Caroline du Nord, où il combat pour la première fois à la bataille de New Bern, le 14 mars 1862(p75),. Le 27 mai 1862, alors qu'il est transféré en Virginie, le régiment prend part à la bataille de Hanover Court House(p75). 
Le régiment est ensuite transféré dans l'armée de Virginie du Nord, où il fait partie de la division légère d'A. P. Hill. Le régiment est affecté à la brigade de Lawrence O'Bryan Branch(p91). Il participe à la bataille des sept jours. Puis il prend part à la bataille de Cedar Mountain, à la seconde bataille de Bull Run. Le colonel Campbell est tué lors de la bataille de Gaines's Mill(p91). Il prend part à la bataille d'Antietam(p75),. À la mort du général Branch à la bataille d'Antietam, la brigade revient au colonel James H. Lane(p91). 
Le regiment subit de lourdes pertes lors de la bataille de Chancellorsville. Parmi les victimes, on retrouve le colonel Haywood et le commandant Davidson qui sont blessés et le lieutenant-colonel Hill qui est tué(p91). Le commandant Turner prend alors le commandement du régiment lors de la marche vers Gettysburg(p91),.
Il combat avec l'armée de Virginie du Nord tout au long de la guerre jusqu'en février 1865, quand il est de nouveau transféré en Caroline du Nord. Il se rend avec la division de D. H. Hill à Bennett Place en avril 1865.

## Commandement
Les officiers supérieurs du régiment au cours de la guerre sont les colonels Reuben Campbell, Edward Haywood, le lieutenant-colonel Junius Hill, les commandants William Davidson et John McLeod Turner.